# Laguna Shacshacocha
Shacshacocha aunque también se le llama Shagshacocha, es una laguna altoandina peruana localizado en el distrito de Punchao de la provincia de Huamalíes en el departamento de Huánuco, a una altitud de 4318 m. s. n. m..

## Geografía
Esta laguna se ubica en la parte alta del margen occidental del espacio denominado Alto Marañón el extremo oeste del distrito mencionado. Su clima es propio de la ecorregión Puna, es decir frío, algo cálido de día y bastante fría en la noche. Aunque presenta elevada sequedad atmosférica, sin embargo suele presentar precipitaciones estivales de lluvia, granizo y nieve de diciembre a abril, especialmente en enero y febrero en la temporada que suele llamarse invierno andino coincidiendo con el invierno del Hemisferio Norte, que determina un clima húmedo en esta época.